# T007
T007（てぃー ぜろぜろなな）は、富士通東芝モバイルコミュニケーションズ（東芝ブランド、現・FCNT）によって開発された、auブランドを展開するKDDIおよび沖縄セルラー電話のCDMA 1X WIN（現・au 3G）対応音声用端末である。製造型番はTS007（てぃーえす ぜろぜろなな）。

## 概要
- T006（TS006）の後継機である。T006は20代〜30代の女性ユーザーがターゲットであったのに対し、T007は主に10代〜20代の男性ユーザーをターゲットとしている。
- 機能面ではT006とほぼ同じ（イルミネーションなど一部機能に差異がある。）であるが、T007では新たに以下の機能を搭載している。
  - 個人の耳の特性に合わせてイヤフォンサウンドを提供する「サウンドフィッター」機能
  - 写真を12連写し、もっとも綺麗に撮れている写真を自動でセレクトしてくれる「おまかせセレクト」機能
  - よく使うメニューを登録し一発起動できる「セルフメニュー」機能
- 更にT006同様、IPX5/IPX7等級の防水機能や、WIN HIGH SPEED、Wi-Fi WIN、EZアプリ（J）などの多彩な機能に対応している。
- 東芝の携帯電話事業撤退（富士通への富士通東芝モバイルコミュニケーションズ株全額売却）により、全ての国内キャリア向けにおける東芝ブランドのフィーチャーフォンとしては事実上の最終機種となる[5][6]。
- 富士通が端末を日本国内で製造している関係から、それまで海外製造が続いていた東芝ブランドの従来機種とは異なり、この機種は初期製造ロットを除き、再び日本国内製造となる（T008（TS008）も同様）。

## 歴史
- 2011年（平成23年）5月17日 - KDDI、および富士通東芝モバイルコミュニケーションズ（当時）より公式発表。
- 2011年7月8日 - 北海道・東北・北陸・中部・関西・中国・四国・沖縄地区にて発売。
- 2011年7月9日 - 上記以外の残りの地区にて発売。
- 2012年（平成24年）3月 - 販売終了。
- 2012年7月22日 - L800MHz（旧800Mhz帯・CDMA Bandclass 3／J-TACS）帯エリアによる音声・データ通信サービスの停波によりそれ以降はN800MHz（新800MHz帯・CDMA Bandclass 0 Subclass 2）帯エリア、および2GHz（CDMA Bandclass 6）帯エリアの各音声・データ通信サービスで利用する事となる。
- 2014年（平成26年）6月30日 - Wi-Fi WINのサービスが終了[7]。なお、一連のWi-Fi WINに対応した機種としては本機が最後に開発・発売された機種となった。
- 2016年（平成28年）4月30日 - スマートフォンやタブレットの普及によるユーザーの減少に伴い、LISMO Book Storeのサービス終了。ただしダウンロード済みのコンテンツは、サービス終了後も利用できる[8]。
- 2022年3月31日 - 同キャリアにおける3Gサービスの完全終了・停波により、当機種は全て使用不可となる[9][10]。

## 主な機能・サービス
- 開閉ロック
- 着信アシスト
- 電子辞書
- カチャブル
- フェイク着信
- すぐメモ
- 名刺リーダー
- ECOモード
- ボイスレコーダー
- ジャンプメール
- ブログアップ機能
- ハンドミラー機能
- メールdeデコイルミ
- 地デジ持ち出し
- テレビ電話
- FMトランスミッター

など
| 主な機能・対応サービス                                                                               | 主な機能・対応サービス                                           | 主な機能・対応サービス                                                           | 主な機能・対応サービス                                      |
| --- | ---------------------------------------------------------------- | -------------------------------------------------------------------------------- | ----------------------------------------------------------- |
| LISMO! (着うたフル) (着うたフルプラス) (LISMOビデオクリップ) (LISMO Video) (LISMO Book) (LISMO WAVE) | EZケータイアレンジ                                               | バーコードリーダー&メーカー                                                      | PCサイトビューアー                                          |
| au BOX                                                                                               | ワイヤレスミュージック (カーナビ×LISMO!対応)                     | au Smart Sports Run & Walk Karada Manager ゴルフ フイットネス カロリーカウンター | EZナビウォーク                                              |
| EZ助手席ナビ                                                                                         | 安心ナビ                                                         | 災害時ナビ                                                                       | ナカチェン                                                  |
| EZアプリ FullGame! Bluetooth対戦                                                                     | EZアプリ(J・B)                                                   | オープンアプリプレイヤー                                                         | PCドキュメントビューアー                                    |
| セルフメニュー                                                                                       | au oneガジェット マルチプレイウィンドウ クイックアクセスメニュー | じぶん銀行アプリ                                                                 | EZ・FM                                                      |
| EZチャンネル EZチャンネルプラス EZニュースフラッシュ EZニュースEX                                    | Touch Message                                                    | EZFeliCa                                                                         | ケータイ de PCメール au oneメール                           |
| デコレーションメール                                                                                 | デコレーションアニメ                                             | 緊急地震速報                                                                     | 緊急通報位置通知                                            |
| EZテレビ（ワンセグ）                                                                                 | グローバルパスポート (CDMA)                                      | 赤外線通信 (IrDA)                                                                | WIN HIGH SPEED 無線LAN (Wi-Fi WIN) Bluetooth auフェムトセル |

## 注
1. ↑  2012年7月23日より利用不可
2. ↑  Class2以上を推奨
3. ↑  2011年6月以前の製造分まで
4. ↑  2011年7月以降の製造分より
5. ↑  ちなみに全ての国内キャリア向けにおける同ブランドのスマートフォンの場合ではau向けのREGZA Phone IS11Tが事実上の最終機種となる。なお、NTTドコモ向けのREGZA Phone T-01DとT-02DはTを冠しているが富士通本体製・富士通（Fujitsu）ブランド名義のため注意が必要である。
6. ↑  東芝、携帯から撤退へ　富士通に出資会社株を売却 - 47NEWS（よんななニュース
7. ↑  〈お知らせ〉 「Wi-Fi WIN」のサービス終了について - KDDI 2013年10月18日
8. ↑  電子書籍サービス「LISMO Book Store」の提供終了について KDDI 2015年11月6日
9. ↑  auの3Gサービス「CDMA 1X WIN」が2022年3月末をもって終了　VoLTE非対応4G LTE端末も対象 - ITmedia 2018年11月16日
10. ↑  「CDMA 1X WIN」サービスの終了について - KDDI 2018年11月16日
11. ↑  Bluetoothに対応した2009年モデル以降の一部のトヨタ純正カーナビ（2009年モデルでの例・NHZA-W59G、NSDT-W59）が必要。
12. ↑  ただし2画面同時表示には非対応。